# Elecciones federales de Suiza de 1955

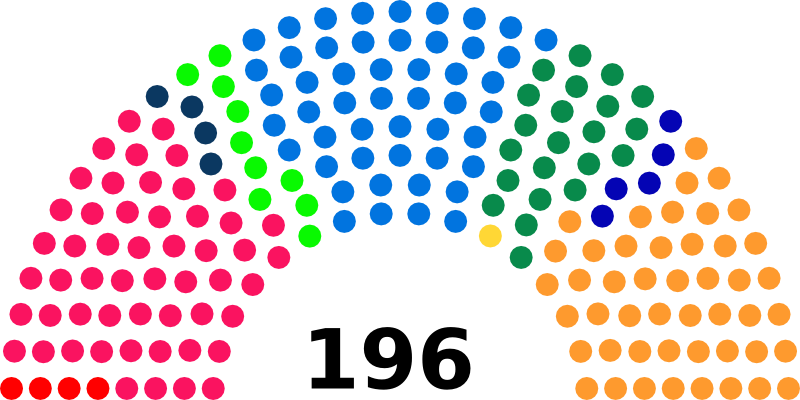
Elecciones federales de Suiza de 1995.

Las elecciones federales de Suiza fueron realizadas el 30 de octubre de 1955. El Partido Socialista Suizo se convirtió en el partido más grande del Consejo Nacional, obteniendo 53 de los 196 escaños.

## Resultados

### Consejo Nacional
| Partido                                                    | Votos     | %    | Escaños | +/– |
| ---------------------------------------------------------- | --------- | ---- | ------- | --- |
| Partido Socialista Suizo                                   | 263.664   | 27.0 | 53      | +4  |
| Partido Radical Democrático Suizo                          | 227.370   | 23.3 | 50      | –1  |
| Partido Demócrata Cristiano                                | 226.122   | 23.2 | 47      | –1  |
| Partido de los Agricultores, Comerciantes e Independientes | 117.847   | 12.1 | 22      | –1  |
| Alianza de los Independientes                              | 53.450    | 5.5  | 10      | 0   |
| Partido Suizo del Trabajo                                  | 25.060    | 2.6  | 4       | –1  |
| Partido Democrático Liberal                                | 21.688    | 2.2  | 5       | 0   |
| Grupo Sociopolítico                                        | 21.003    | 2.2  | 4       | 0   |
| Partido Popular Evangélico de Suiza                        | 10.581    | 1.1  | 1       | 0   |
| Partido Socialista Liberal                                 | 3.471     | 0.4  | 0       | 0   |
| Otros partidos                                             | 5.639     | 0.6  | 0       | –   |
| Votos en blanco/nulos                                      | 22.986    | –    | –       | –   |
| Total                                                      | 998.881   | 100  | 196     | 0   |
| Participación electoral                                    | 1.425.421 | 70.1 | –       | –   |
| Fuente: Nohlen & Stöver                                    |           |      |         |     |

### Consejo de los Estados
En varios cantones, los miembros del Consejo de los Estados fueron elegidos por los parlamentos cantonales.
| Partido                                                    | Escaños | +/– |
| ---------------------------------------------------------- | ------- | --- |
| Partido Demócrata Cristiano                                | 17      | –1  |
| Partido Radical Democrático Suizo                          | 12      | 0   |
| Partido Socialista Suizo                                   | 5       | +1  |
| Partido de los Agricultores, Comerciantes e Independientes | 3       | 0   |
| Partido Democrático Liberal                                | 3       | 0   |
| Grupo Sociopolítico                                        | 2       | 0   |
| Otros partidos                                             | 2       | 0   |
| Total                                                      | 44      | 0   |
| Fuente: Nohlen & Stöver                                    |         |     |